# بني ثامر
بني ثامر أو زاوية بني تامر أو بني تامرت هو أحد قصور بلدية أولاد أحمد تيمي بدائرة أدرار التابعة لولاية أدرار بالجنوب الغربي الجزائري.

## التاريخ
تم تأسيس قصر بني ثامر من قبل جماعة من أقبور سنة 1496 م (902/901 هـ)، وفي عام 1523 م (930/929 هـ) يعود سيدي سالم العصمون من مكة المكرمة ويستقر ببني تامر حيث توفي سنة 1562 م (970/969 هـ).
سنة 1828 م (1244/1243 هـ) حدث تقاتل في نوم الناس وتيطاوين وبني تامرت والمنصور بتمنطيط.

## السكان
يسكن بني ثامر مرابطون عرب ويتبعون الطريقة الطيبية.

## النشاط الفلاحي
يعمل أغلب سكان قصر بني ثامر في الفلاحة التي يغلب عليها غرس النخيل ويستعمل السكان تقنية الفقارة لتوفير المياه للسقي، نجد ببني ثامر فقارات هي:

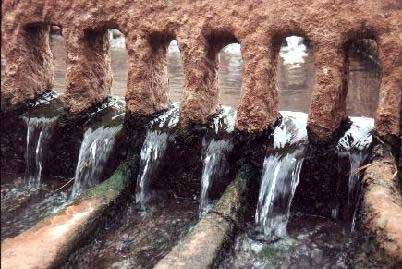
قصري لتقسيم ماء الفقارة

| اسم الفقارة    | عدد الآبار |
| -------------- | ---------- |
| أقام           | 350        |
| بوعيسى         | 686        |
| سيدي سالم      | 320        |
| تاغجمت         | 150        |
| جيفة           | 120        |
| أوفيان         | 80         |
| سيدي قاضي حاجة | ؟          |
| تروكان         | 90         |

## الأعلام
1. الشيخ سيدي بن عزيزي: وهو ولي صالح تقام له زيارة سنوية ببني تامر.[3]
2. الشيخ سيدي الحاج محمد: وهو ولي صالح تقام له زيارة سنوية ببني تامر.[3]
3. الحاج محمد ولد الجازولي: وهو أحد أعلام قصر بني ثامر نهاية القرن التاسع عشر.[2]
4. محمد عبد الله ولد بونعامة: وهو أحد أعلام قصر بني ثامر نهاية القرن التاسع عشر.[2]